# نابودگر درد (ترانه)
«نابودگر درد» ترانه‌ای از گروه هوی متال بریتانی جوداس پریست است که در سال ۱۹۹۰ میلادی منتشر شد. این تک‌آهنگ، نخستین ترانهٔ آلبوم نابودگر درد است که در اواخر همان سال به عنوان یک تگ‌آهنگ عرضه شد.
نخستین تک‌نوازی گیتار در ترانه توسط گلن تیپتن و دومین آن توسط کی.کی. داونینگ نواخته شده‌است. این ترانه به دلیل خوانندگی با تن نازک راب هالفرد و درامزنوازی پیچیده اسکایت تریویس شناخته شده‌است. همچنین تیپتن اشاره کرده که به نواختن تک‌نوازی گیتار این ترانه علاقه دارد.
جوداس پریست برای این ترانه، در سی‌وسومین مراسم جوایز گرمی در سال ۱۹۹۱، نامزد دریافت جایزه گرمی برای بهترین اجرای متال شد.

## دست‌اندرکاران
- راب هالفرد - خواننده اصلی
- کی.کی. داونینگ - گیتار لید، خواننده پس‌زمینه
- گلن تیپتن - گیتار لید، خواننده پس‌زمینه
- یان هیل - گیتار باس، خواننده پس‌زمینه
- اسکایت تریویس - درامز